# Henry Percy, 1:e baron Percy
Henry Percy, 1:e baron Percy av Alnwick, född 25 mars 1273, död 1 oktober 1314, var en bland Edvard I:s högstbetrodda män och verksammaste medhjälpare i striderna i Skottland från 1296. Percy, som 1309 förvärvade stamgodset Alnwick i Northumberland, tillhörde under Edvard II kungagunstlingen Piers Gavestons motståndare. Han var far till Henry Percy, 2:e baron Percy.